# Wereldkampioenschappen roeien 1993
De 23e editie van de wereldkampioenschappen roeien werd in 1993 gehouden in Račice, Tsjechië.

## Medaillewinnaars

### Mannen
| Bootklasse              | Goud | Goud | Zilver | Zilver | Brons | Brons |  |
| Skiff M1x               | Derek Porter |      | Vaclav Chalupa |        | Thomas Lange |       |  |
| Lichte skiff LM1x       | Peter Haining |      | Stephen Hawkins |        | Pepijn Aardewijn |       |  |
| Dubbel twee M2x         | Frankrijk Yves Lamargue Samuel Barathay |      | Noorwegen Rolf Bent Thorsen Lars Bjoeness |        | Duitsland Peter Uhrig Christian Handle |       |  |
| Twee zonder M2-         | Verenigd Koninkrijk Steven Redgrave Matthew Pinsent |      | Duitsland Detlef Kirchhoff Hans Sennewald |        | Slovenië Denis Zvegelj Iztok Cop |       |  |
| Twee met M2+            | Verenigd Koninkrijk Greg Searle Jonny Searle Garry Herbert |      | Italië Carmine Abbagnale Giuseppe Abbagnale Giuseppe Di Capua                                                                                             |        | Duitsland Michael Peter Thomas Woddow Kuno Hochhuth                                                                                                 |       |  |
| Lichte dubbel twee LM2x | Australië Gary Lynagh Bruce Hick |      | Zwitserland Michael Gier Markus Gier |        | Italië Francesco Esposito Paolo Pettino |       |  |
| Lichte twee zonder LM2- | Spanje Fernando Climent Fernando Molina |      | Rusland Alexander Ustinow Wladimir Mitjuschew |        | Duitsland Herbert Vogt Stephan Fahrig |       |  |
| Dubbel vier M4x         | Duitsland Andreas Hajek André Steiner Stephan Volkert André Willms |      | Oekraïne Oleksandr Marchenko Leonid Shaposhnikov Mykola Chupryna Oleksandr Zaskalko                                                                       |        | Italië Alessandro Corona Gianluca Farina Rossano Galtarossa Massimo Paradiso                                                                        |       |  |
| Vier zonder M4-         | Frankrijk Daniel Fauché Philippe Lot Michel Andrieux Jean-Christophe Rolland                                                                                          |      | Polen Wojciech Jankowski Maciej Łasicki Jacek Streich Tomasz Tomiak                                                                                       |        | Verenigde Staten Thomas Bohrer Sean Hall Jeffrey Klepacki James Neil                                                                                |       |  |
| Vier met M4+            | Roemenië Dorin Alupei Iulică Ruican Nicolae Țaga Viorel Talapan Marin Gheorghe                                                                                        |      | Tsjechië Petr Blecha Michal Dalecký Jiří Šefčík Pavel Sokol Oldřich Hejdušek                                                                              |        | Duitsland Stefan Forster Mark Kleinschmidt Ulrich Viefers Marc Weber Guido Groß                                                                     |       |  |
| Lichte dubbel vier LM4x | Oostenrijk Gernot Faderbauer Walter Rantasa Christoph Schmölzer Wolfgang Sigl                                                                                         |      | Duitsland Klaus Götte Frank Günder Andreas Lutz Bernhard Rühling Italië Michelangelo Crispi Enrico Gandola Massimo Lana Ivano Zasio                       |        | DE en IT gelijk; beide zilver. |       |  |
| Lichte vier zonder LM4- | Verenigde Staten Thomas Beetham Matthew Collins Chris Kerber Jonathan Moss                                                                                            |      | Zwitserland Markus Feusi Reto Fierz Nicolai Kern Hubert Wagner                                                                                            |        | Italië Sabino Bellomo Franco Cattaneo Danilo Fraquelli Alfredo Striani                                                                              |       |  |
| Acht M8+                | Duitsland Roland Baar Peter Hoeltzenbein Andreas Lütkefels Frank Richter Stefan Scholz Martin Steffes-Mies Thorsten Streppelhoff Colin von Ettingshausen Peter Thiede |      | Roemenië Dorin Alupei Vasile Măstăcan Vasile Năstase Cornel Nemțoc Valentin Robu Iulică Ruican Viorel Talapan Ioan Vizitiu Marin Gheorghe                 |        | Verenigde Staten Jon Brown William Castle Fredric Honebein Jamie Koven Tom Murray Michael Peterson William Porter Don Smith Steven Segaloff         |       |  |
| Lichte acht LM8+        | Canada Dave Boyes Christopher Cookson Robert Fontaine Gavin Hassett Jeffrey Lay Brian Peaker Peter Sommerwil Bryan Thompson Pat Newman                                |      | Denemarken Johnny Bo Andersen Svend Blitskov Eskild Ebbesen Niels Henriksen Jeppe Jensen Kollat Jacob Meyer Thomas Poulsen Bo Vestergaard Stephen Masters |        | Italië Enrico Barbaranelli Carlo Gaddi Carlo Grande Pasquale Marigliano Leonardo Pettinari Paolo Ramoni Fabrizio Ranieri Andrea Re Gaetano Iannuzzi |       |  |

### Vrouwen
| Bootklasse              | Goud | Goud | Zilver | Zilver | Brons | Brons |
| Skiff W1x               | Jana Thieme |      | Marnie McBean |        | Trine Hansen |       |
| Lichte skiff LW1x       | Michele Darvill |      | Laurien Vermulst |        | Mette Bloch Jensen |       |
| Dubbel twee W2x         | Nieuw-Zeeland Philippa Baker Brenda Lawson |      | Duitsland Kerstin Köppen Kathrin Boron |        | Bulgarije Galina Kamenowa Daniela Oronowa |       |
| Twee zonder W2-         | Frankrijk Christine Gossé Hélène Cortin |      | Australië Victoria Toogood Alison Davies |        | Verenigde Staten Mary McCagg Elizabeth McCagg                                                                                                 |       |
| Lichte dubbel twee LW2x | Canada Wendy Wiebe Colleen Miller |      | China Fang Wang Fei Li |        | Nederland Cindy Rip Ellen Meliesie |       |
| Dubbel vier W4x         | China Cao Mianying Gu Xiaoli Liu Xirong Zhang Xiuyun                                                                                            |      | Duitsland Daniela Molle Kerstin Müller Kristina Mundt Angela Schuster                                                                                     |        | Verenigde Staten Ruth Davidon Serena Eddy-Moulton Michelle Knox-Zaloon Monica Tranel                                                          |       |
| Vier zonder W4-         | China Pei Jiayun Wang Shujuan Zhou Yaxin Jing Yanhua                                                                                            |      | Verenigde Staten Amy Fuller Melissa Iverson Anne Kakela Katherine Scanlon Lewis                                                                           |        | Canada Shannon Crawford Julie Jespersen Platt Kelly Mahon Emma Robinson                                                                       |       |
| Lichte vier zonder LW4- | Verenigd Koninkrijk Alison Brownless Annamarie Dryden Jane Hall Tonia Williams                                                                  |      | Canada Nori Doobenen Tracy Duncan Maureen Harriman Rachel Starr                                                                                           |        | Verenigde Staten Barbara Byrne Danika Holbrook-Harris Alexandra Overy Alison Shaw                                                             |       |
| Acht W8+                | Roemenië Angela Alupei Iulia Bobeică-Bulie Veronica Cochela Lenuta Doroftei Doina Ignat Viorica Neculai Ioana Olteanu Anca Tănase Cristina Ilie |      | Verenigde Staten Jennifer Dore Catriona Fallon Amy Fuller Anne Kakela Laurel Korholz Elizabeth McCagg Katherine Scanlon Lewis Monica Tranel Yasmin Farooq |        | Duitsland Kathrin Haacker Andrea Klapheck Micaela Schmidt Doreen Martin Dana Pyritz Antje Rehaag Ute Wagner Stefani Werremeier Doreen Schnell |       |

## Medailleklassement
| Plaats | Land                | Goud | Zilver | Brons | Totaal |
| 1      | Canada              | 4    | 2      | 1     | 7      |
| 2      | Verenigd Koninkrijk | 4    | 0      | 0     | 4      |
| 3      | Duitsland           | 3    | 3      | 7     | 13     |
| 4      | Frankrijk           | 3    | 0      | 0     | 3      |
| 5      | China               | 2    | 1      | 0     | 3      |
| 5      | Roemenië            | 2    | 1      | 0     | 3      |
| 7      | Verenigde Staten    | 1    | 2      | 5     | 8      |
| 8      | Australië           | 1    | 2      | 0     | 3      |
| 9      | Oostenrijk          | 1    | 0      | 0     | 1      |
| 9      | Spanje              | 1    | 0      | 0     | 1      |
| 9      | Nieuw-Zeeland       | 1    | 0      | 0     | 1      |
| 12     | Italië              | 0    | 2      | 4     | 6      |
| 13     | Tsjechië            | 0    | 2      | 0     | 2      |
| 14     | Zwitserland         | 0    | 2      | 0     | 2      |
| 15     | Denemarken          | 0    | 1      | 2     | 3      |
| 15     | Nederland           | 0    | 1      | 2     | 3      |
| 17     | Noorwegen           | 0    | 1      | 0     | 1      |
| 17     | Oekraïne            | 0    | 1      | 0     | 1      |
| 17     | Polen               | 0    | 1      | 0     | 1      |
| 17     | Rusland             | 0    | 1      | 0     | 1      |
| 21     | Bulgarije           | 0    | 0      | 1     | 1      |
| 21     | Slovenië            | 0    | 0      | 1     | 1      |
| Totaal | Totaal              | 23   | 23     | 23    | 69     |

Edities

1962 Luzern · 
1966 Bled · 
1970 St. Catharines · 
1974 Luzern · 
1975 Nottingham · 
1976 Villach · 
1977 Amsterdam · 
1978 Hamilton (alleen zwaar) · 
1978 Kopenhagen (alleen licht) · 
1979 Bled · 
1980 Hazewinkel · 
1981 München · 
1982 Luzern · 
1983 Duisburg · 
1984 Montréal · 
1985 Hazewinkel · 
1986 Nottingham · 
1987 Kopenhagen · 
1988 Milaan · 
1989 Bled · 
1990 Lake Barrington · 
1991 Wenen · 
1992 Montréal · 
1993 Račice · 
1994 Indianapolis · 
1995 Tampere · 
1996 Motherwell · 
1997 Aiguebelette · 
1998 Keulen · 
1999 St. Catharines · 
2000 Zagreb · 
2001 Luzern · 
2002 Sevilla · 
2003 Milaan · 
2004 Banyoles · 
2005 Gifu · 
2006 Eton · 
2007 München · 
2008 Ottensheim · 
2009 Poznań · 
2010 Hamilton · 
2011 Bled · 
2012 Plovdiv · 
2013 Chungju · 
2014 Amsterdam ·
2015 Aiguebelette ·
2016 Rotterdam ·
2017 Sarasota ·
2018 Plovdiv ·
2019 Ottensheim ·
2020 Bled ·
2021 Shanghai ·
2022 Račice ·
2023 Belgrado ·
2024 St. Catharines ·
2025 Shanghai · 
2026 Amsterdam

Onderdelen

Skiff · 
Lichte skiff · 
Dubbel twee · 
Lichte dubbel twee · 
Twee zonder · 
Lichte twee zonder · 
Twee met

Dubbel vier · 
Dubbel vier met · 
Lichte dubbel vier · 
Vier zonder · 
Lichte vier zonder · 
Vier met · 
Acht · 
Lichte acht